# Strike (serie televisiva)
Strike è una serie televisiva britannica basata sui romanzi polizieschi scritti da J. K. Rowling con lo pseudonimo di Robert Galbraith. Protagonista della serie è il personaggio di Cormoran Strike.
La serie ha debuttato su BBC One il 27 agosto 2017, dopo aver ricevuto un'anteprima al British Film Institute il 10 agosto 2017.

## Trama
La serie segue le avventure di Cormoran Strike, un veterano di guerra diventato investigatore privato che lavora in un ufficio minuscolo su Denmark Street a Londra; usa il suo sesto senso e il suo passato come agente nello Special Investigation Branch per risolvere casi complessi che sono sfuggiti alla polizia insieme alla sua assistente, poi socia, Robin Ellacott.

## Episodi
| Stagione         | Episodi | Prima TV Regno Unito | Prima TV Italia |
| ---------------- | ------- | -------------------- | --------------- |
| Prima stagione   | 3       | 2017                 | 2019            |
| Seconda stagione | 2       | 2017                 | 2020            |
| Terza stagione   | 2       | 2018                 | 2021            |
| Quarta stagione  | 4       | 2020                 | inedita         |
| Quinta stagione  | 4       | 2022                 | 2024            |
| Sesta stagione   | 4       | 2024                 | 2025            |

## Personaggi e interpreti

### Personaggi principali
- Cormoran Blue Strike (stagione 1-in corso), interpretato da Tom Burke, doppiato da Andrea Mete.
- Robin Ellacott (stagione 1-in corso), interpretata da Holliday Grainger, doppiata da Francesca Manicone.

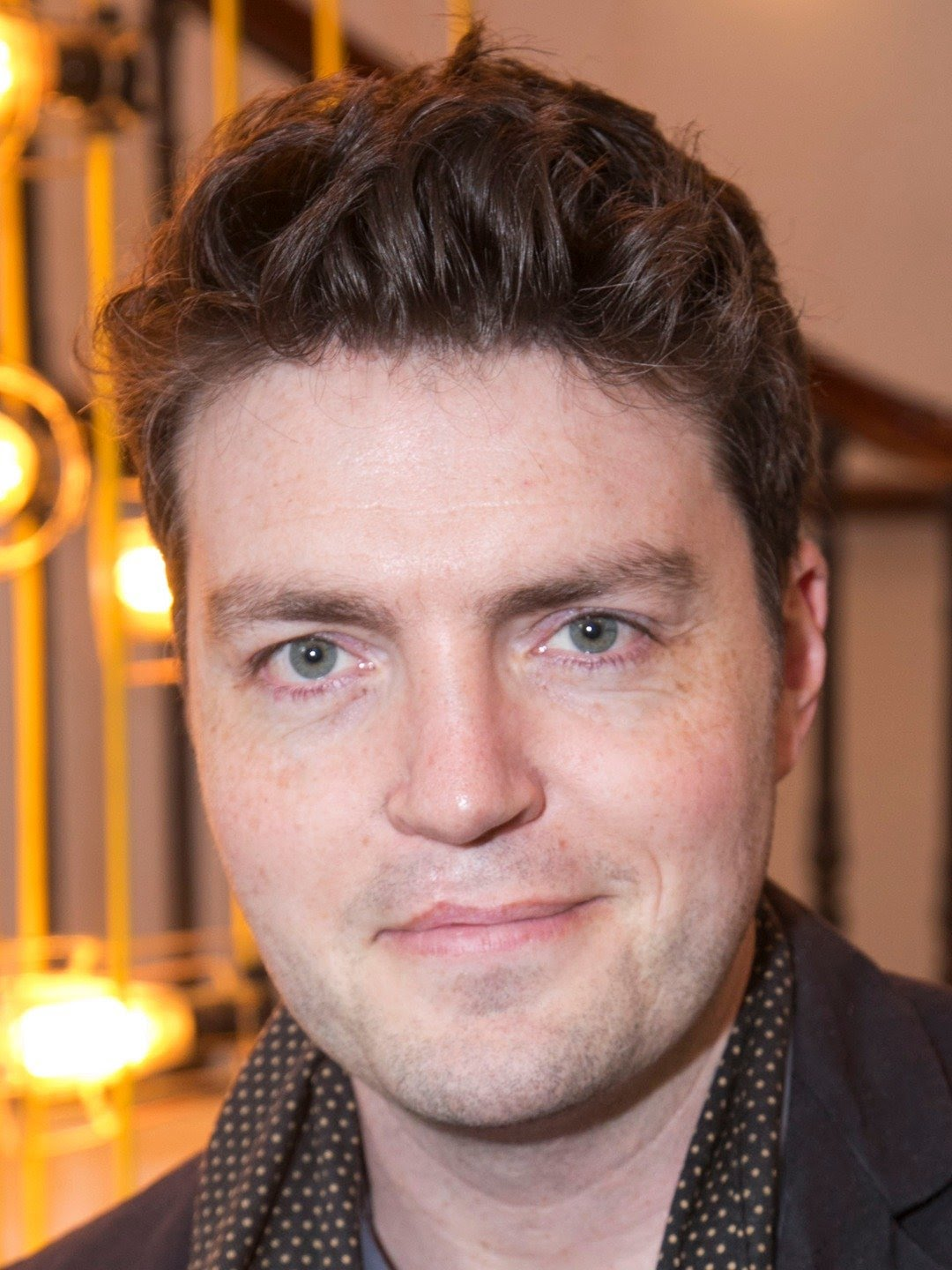
Tom Burke
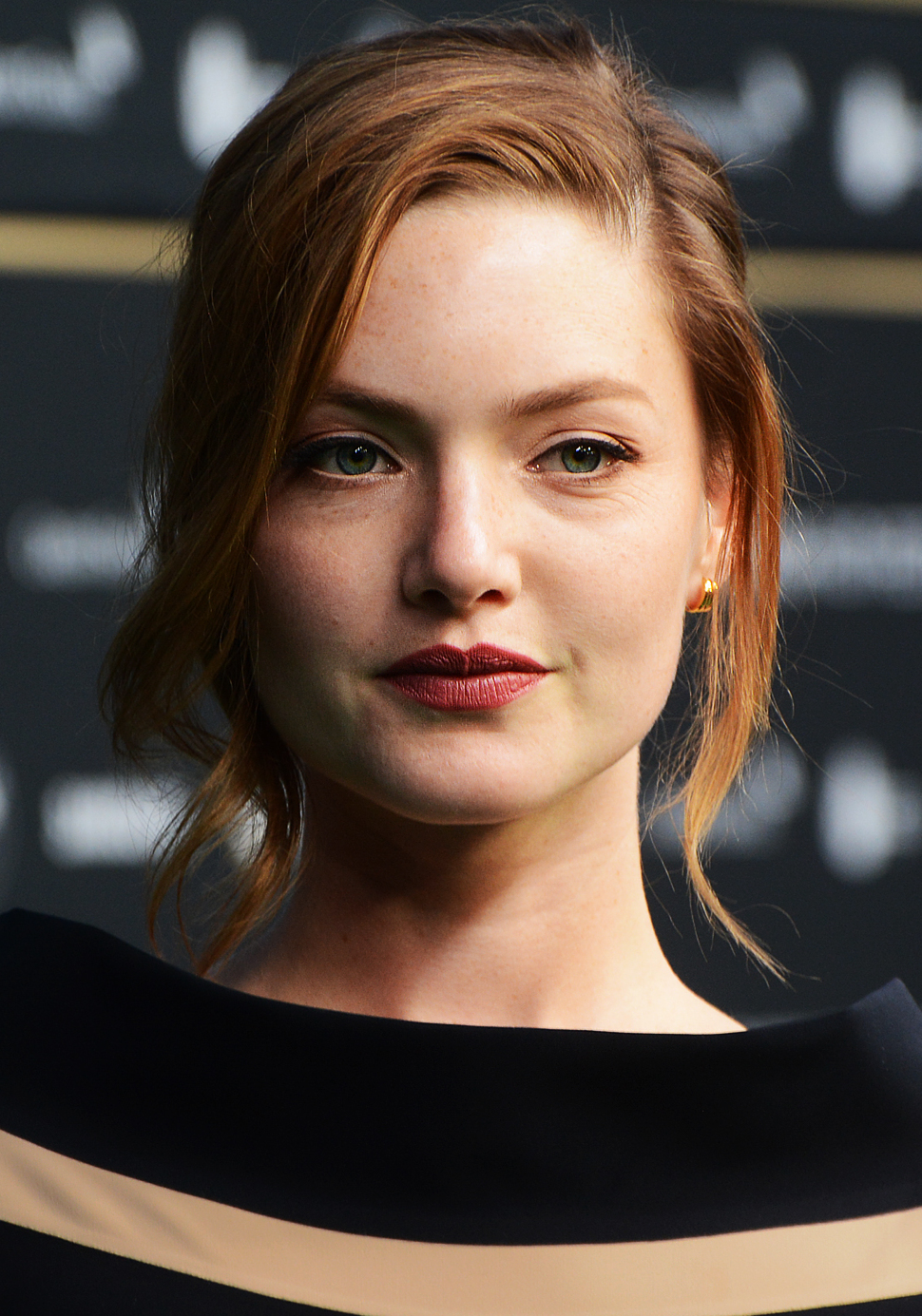
Holliday Grainger

### Personaggi ricorrenti
- Matthew Cunliffe (stagione 1-in corso), interpretato da Kerr Logan, doppiato da Stefano Sperduti.
Fidanzato e in seguito marito di Robin che lavora come contabile.
- Shanker (stagione 1-in corso), interpretato da Ben Crompton, doppiato da Giampiero Luciani.
Spacciatore di droga e amico di Strike che aiuta lui e Robin in cambio di denaro.
- Charlotte Campbell (stagioni 1-4), interpretata da Natasha O'Keeffe.
Ex fidanzata di Strike.
- Eric Wardle (stagioni 1, 3), interpretato da Killian Scott, doppiato da Daniele Raffaeli.
- Vanessa Ekwensi (stagioni 1-2, 4), interpretata da Ann Akin.
- Richard Anstis (stagioni 1, 3), interpretato da Sargon Yelda.
- Lucy (stagione 1-in corso), interpretata da Sarah Sweeney, doppiata da Emanuela D'Amico.
Sorellastra di Cormoran.
- Leda Strike (stagioni 3, 5), interpretata da Kierston Wareing.
Madre di Strike, morta per un'overdose di eroina quando lui aveva vent'anni.
- Ilsa Herbert (stagioni 3-4), interpretata da Caitlin Innes Edwards.
- Izzy Chiswell (stagioni 4-5), interpretata da Christina Cole.
- Sam Barclay (stagione 4-in corso), interpretato da Jack Greenlees, doppiato da Emanuele Ruzza.
Investigatore nell'agenzia di Strike.
- George Layborn (stagione 4-in corso), interpretato da Samuel Oatley, doppiato da Riccardo Rossi.
Ispettore di polizia che aiuta Strike e Robin nelle indagini.

### Guest star

#### Stagione 1
- Lady Yvette Bristow, interpretata da Siân Phillips, doppiata da Graziella Polesinanti.
- Tony Landry, interpretato da Martin Shaw, doppiato da Ambrogio Colombo.
- Nico Kolovas-Jones, interpretato da David Avery, doppiato da Gabriele Sabatini.
- John Bistow, interpretato da Leo Bill, doppiato da Emiliano Coltorti.
- Tansy Bestigui, interpretata da Tara Fitzgerald, doppiata da Cinzia De Carolis.
- Ciara Porter, interpretata da Amber Anderson, doppiata da Gemma Donati.
- Guy Somé, interpretato da Kadiff Kirwan.
- Evan Duffield, interpretato da Bronson Webb, doppiato da Gianluca Crisafi.
- Lula Landry, interpretata da Elarica Gallacher.
- Derrick Wilson, interpretato da Brian Bovell, doppiato da Stefano Alessandroni.

#### Stagione 2
- Kathryn Kent, interpretata da Dorothy Atkinson.
- Leonora Quine, interpretata da Monica Dolan.
- Jerry Waldegrave, interpretato da Dominic Mafham.
- Daniel Chard, interpretato da Tim McInnerny.
- Andrew Fancourt, interpretato da Peter Sullivan.
- Owen Quine, interpretato da Jeremy Swift.
- Liz Tassel, interpretata da Lia Williams.
- Orlando Quine, interpretata da Sarah Gordy.

#### Stagione 3
- Niall Brockbank, interpretato Andrew Brooke.
- Alyssa, interpretata da Emmanuella Cole.
- Holly Brockbank, interpretata da Jessica Gunning.
- Jeff Whittaker, interpretato da Matt King.
- Donald Laing, interpretato da Neil Maskell.

#### Stagione 4
- Jimmy Knight, interpretato da Nick Blood.
- Jasper Chiswell, interpretato da Robert Glenister.
- Billy Knight, interpretato da Joseph Quinn.
- Kinvara Chiswell, interpretata da Sophie Winkleman.
- Raff Chiswell, interpretato da Adam Long.
- Lorerei Bevan, interpretata da Natalie Gumede.
- Flick Pardue, interpretato da Saffron Coomber.
- Aamir Malik, interpretato da Danny Ashok.
- Geraint Winn, interpretato da Robert Pugh.

#### Stagione 5
- Saul Morris, interpretato da Jonas Armstrong, doppiato da Francesco Bulckaen.
Investigatore nell'agenzia di Strike.
- Joan Nancarrow, interpretata da Linda Bassett, doppiata da Antonella Giannini.
Zia di Strike e Lucy e moglie di Ted malata di cancro alle ovaie.
- Oonagh Kennedy, interpretata da Fionnula Flanagan, doppiata da Lorenza Biella.
Amica di Margot.
- Kim Sullivan, interpretata da Sutara Gayle, doppiata da Paola Majano.
Moglie di Anna.
- Dott.ssa Margot Bamborough, interpretata da Abigail Lawrie, doppiata da Ludovica Bebi.
Donna e medico di famiglia scomparsa nel 1974.
- Ted Nancarrow, interpretato da Ian Redford, doppiato da Carlo Valli.
Fratello di Leda e marito di Joan.
- Pat Chauncey, interpretata da Ruth Sheen, doppiata da Aurora Cancian.
Segretaria dell'agenzia investigativa Strike.
- Nico "Fango" Ricci, interpretato da Andy de la Tour.
In passato era un pappone negli strip club, ora è in una casa di riposo.
- Luca Ricci, interpretato da Daniel Peacock. Malavitoso figlio di Nico ed ex fidanzato di Gloria Conti.
- Anna Phipps, interpretata da Sophie Ward, doppiata da Tiziana Avarista.
Figlia di Margot che si rivolge a Strike per ritrovare sua madre.
- Dott. Roy Phipps, interpretato da Michael Byrne, doppiato da Bruno Alessandro.
Ematologo e marito di Margot.
- Janice Beattie, interpretata da Anna Calder-Marshall, doppiata da Valeria Vidali.
Infermiera a domicilio e nella clinica di Margot.
- Gloria Conti, interpretata da Cherie Lunghi, doppiata da Laura Boccanera.
Segretaria nell'ambulatorio di Margot ed ex fidanzata di Luca Ricci.
- Irene Hickson, interpretata da Carol MacReady, doppiata da Sonia Scotti.
Segretaria al St. John.
- Dott. Dinesh Gupta, interpretata da Madhav Sharma, doppiato da Gianni Giuliano.
Collega di Margot nel suo ambulatorio.
- Brian Tucker, interpretato da Billy Boyle, doppiato da Gino La Monica.
Padre di Louise, altra donna scomparsa.
- Dennis Creed, interpretato da Kenneth Cranham, doppiato da Michele Gammino.
Serial killer che ora si trova nell'ospedale psichiatrico Broadmoor Hospital.
- Steve Douthwaite, interpretato da Robin Askwith, doppiato da Luca Dal Fabbro.
Paziente di Margot.

#### Stagione 6
- Josh Blay, interpretato da Jacob Abraham
- Nils De Jung, interpretato da Ewan Bailey
- Wally Cardew, interpretato da Kevin Bishop
- Kea Niven, interpretata da Ellise Chappell
- Gus Upcott, interpretato da Jack Donoghue
- Katya Upcott, interpretata da Emma Fielding
- Edie Ledwell, interpretato da Mirren Mack
- Inigo Upcott, interpretato da Christian McKay
- Pez Pierce, interpretato da James Nelson-Joyce
- Phillip Ormond, interpretato da Luke Norris
- Grant Ledwell, interpretato da David Westhead

## Produzione
Il 10 dicembre 2014 è stato annunciato che la serie di romanzi di Cormoran Strike, scritti da J. K. Rowling con lo pseudonimo di Robert Galbraith, sarebbe stata adattata dalla BBC, iniziando da Il richiamo del cuculo. Due anni dopo, la serie è stata approvata con le riprese avvenute a Londra nell'autunno 2016. Alcune scene sono state girate a Barrow-in-Furness nella Cumbria e a Leyburn, North Yorkshire. Tom Burke è stato ingaggiato nel ruolo di Cormoran Strike nel settembre 2016, mentre Holliday Grainger in quello di Robin Ellacott nel novembre seguente. Nel gennaio 2017, Kerr Logan è entrato nel cast per interpretare Matthew, il fidanzato di Robin.
Il 7 febbraio 2022 la BBC ha annunciato la quinta stagione, adattamento del romanzo Sangue inquieto, e composta da quattro episodi diretti da Susan Tully. Il 12 febbraio 2024 sono iniziate le riprese della sesta stagione basata su Un cuore nero inchiostro che è stata trasmessa dal 16 dicembre dello stesso anno.

### Sceneggiatura
Ben Richards ha adattato Il richiamo del cuculo e Tom Edge Il baco da seta, La via del male, Bianco letale e Sangue inquieto. Richards ha dichiarato che la serie è «molto diversa visivamente da altri polizieschi». Ha paragonato Strike a Morse. In modo analogo, Edge ha commentato che «le persone usano antiquato come un termine dispregiativo, ma per me questo è parte del motivo per cui questi libri, e spero, la serie, funzionano così bene".

## Distribuzione
La serie è trasmessa dal 1º giugno 2018 negli Stati Uniti su Cinemax e in Canada su HBO Canada con il titolo C. B. Strike. Dalla quarta stagione va in onda su HBO negli Stati Uniti. In Italia le prime tre stagioni sono state trasmesse dal 2 dicembre 2019 al 1º gennaio 2021 su Premium Crime. Dalla quinta stagione va in onda su Sky Atlantic dall'8 marzo 2024 con il titolo Detective Cormoran Strike. La sesta stagione sarà disponibile su Sky Atlantic dal 27 agosto 2025.